# CA Unión (Mar del Plata)
Club Atlético Unión – argentyński klub piłkarski z siedzibą w mieście Mar del Plata.

## Osiągnięcia
- Liga Marplatense de fútbol (2): 1946, 2006

## Historia
Klub Unión założony został 1 grudnia 1926 roku. W 1927 roku przystąpił do rozgrywek w lokalnej lidze Liga Marplatense de fútbol, którą dwukrotnie wygrał.
W sezonie 2008/09 Unión znakomicie spisał się w rozgrywkach IV ligi, gdzie dotarł do finału. W finale zmierzył się z klubem Sportivo Belgrano San Francisco, wygrywając u siebie 2:1 i remisując na wyjeździe 1:1, co dało awans do III ligi.